# Ángela García Rives
Ángela García Rives   (Madrid, 2 de juny de 1891 - 1968) va ser una arxivera i bibliotecària espanyola. Va ser la primera dona a ingressar al Cos Facultatiu d'Arxivers, Bibliotecaris i Arqueòlegs.
Va néixer a Madrid el 2 de juny de 1891 en el si d'una família benestant, tradicional, i vinculada al món bibliotecari. El seu pare, Moisés García Muñoz, va ser advocat i arxiver-bibliotecari del Senat, mentre que la seva mare, Rafaela Rives Muñoz, era mestressa de casa. Altres familiars també van treballar per a l'administració: el seu avi, Moisés García, va ser cap de l'Administració d'Hisenda, i el seu germà, dit també Moisés, va ser advocat fiscal de l'Audiència Territorial de Madrid, mentre que un altre germà, Luis, va ser també arxiver-bibliotecari.
La seva formació va ser brillant i sempre amb notes excel·lents. Va estudiar batxillerat a l'Institut General i Tècnic Cardenal Cisneros. A més, va formar-se l'Escola Normal de Madrid i va ampliar estudis al Col·legi Nacional de Sordmuts i Cecs. Això va permetre-li obtenir els títols de mestra d'ensenyament superior i de piano, obtinguts amb qualificacions excel·lents. García va beneficiar-se del Reial Decret de 8 de març de 1910, pel qual es va eliminar la marginació de les dones d'accedir lliurement a l'educació superior. Va continuar cursant estudis a la universitat, va llicenciar-se en Filosofia i Lletres per la Universitat Central, amb nota d'excel·lent i premi extraordinari, i després va doctorar-se en la secció d'Història amb una tesi sobre els reis Ferran VI d'Espanya i Bàrbara de Bragança, que va defensar el 30 de novembre de 1916. Paral·lelament, va participar en l'estudi de dòlmens a Extremadura.
El 1913 va ser la primera dona a ingressar al Cos Facultatiu d'Arxivers, Bibliotecaris i Arqueòlegs el 1913, després que el 1910 s'hagués eliminat la impossibilitat d'accedir al cos a les dones. Les oposicions, que van ser qualificades de difícils, no van ser fàcils per a García, a qui hom atribueix sort al fet de tenir dos homes jutges que eren proclius a que la dona treballés. Va superar les oposicions en l'onzena posició i durant vuit anys va ser l'única dona del cos facultatiu. Va ser destinada a la biblioteca pública de Jovellanos de Xixon i després, al l'Arxiu General d'Alcalá de Henares el 1914, tot i que també va ocupar un lloc de confiança al servei del ministre de cultura. Finalment, va ser destinada a la Biblioteca Nacional d'Espanya el 1915, on va treballar durant 46 anys fins a la seva jubilació el 1961.
Al començar la Guerra Civil, breuement va ser adscrita a l'Exèrcit d'Ocupació a Saragossa, de 1937 a 1939. Després va continuar destinada com a bibliotecària a la Biblioteca Nacional, i en acabar el conflicte va ser depurada, i readmesa sense sanció al servei. El 1942 va ser nomenada cap de la secció de catalogació del centre. El 1962 se li va concedir la Comanadoria de l'Orde Civil d'Alfons X el Savi.